# 偶氮胂Ⅲ
偶氮胂Ⅲ，又名铀试剂Ⅲ，是一种铬变酸的双偶氮化合物，常作为分析化学试剂。

## 水溶液
由于分子较大但有易解离的羟基氢，因此本品微溶于水而可溶于碱。在酸性溶液（10mol/L HCl~pH3）中呈紫红色或红色，pH4以上呈蓝或紫色。水溶液长期稳定。

## 使用
在酸性溶液中，偶氮胂Ⅲ的最大吸收波长为540nm。但当其与一些稀土离子配位时，其吸收峰会发生变化，移动到约650nm处，而这一变化可使用分光光度法观测到，这也是偶氮胂法测定稀土离子浓度的基础。为提高灵敏度，可加入少量乙醇。一般的，偶氮胂与大阳离子（如La3+）形成1：1配合物，这些配合物的解离常数都很高；而小金属阳离子（如Cd2+）则形成2：1配合物，且不如前者稳定。
测定血清钙时也可用该试剂，优点是较为灵敏，缺点是有机砷有较大毒性，因而限制了应用。

## 原理
一般认为主要是砷酸根上的氧进行配位。在pH处于0-7.4之间时，偶氮胂的吸收峰不会发生变化，尽管这时砷酸基上的氢已解离。但在pH更高时，酚羟基开始解离，并造成吸收峰向更长波长移动。在pH为14时，吸收峰会移动到580 nm处。这时，两个酚羟基氧和四个砷酸根氧都可参与配位。但上述条件下金属离子多以氢氧化物形式存在，且砷酸并不难以解离（四个羟基的pKa有两个是2.3，另两个是5.3），故一般使用2-9 mol/L盐酸（也可用3 mol/L高氯酸）进行检验。